# Винсент, Винни
Винни Винсент (англ. Vinnie Vincent; настоящее имя — Винсент Джон Кузано (англ. Vincent John Cusano); род. 6 августа 1952 года, Бриджпорт, штат Коннектикут, США) — американский музыкант, ставший известным благодаря участию в группе Kiss. Винни Винсент стал новым гитаристом Kiss после ухода из группы Эйса Фрэйли в 1982 году, однако контракт между группой и Винни Винсентом так и не был подписан из-за разногласия сторон, и Винни покинул Kiss в апреле 1984 года. На его место в коллектив был принят Марк Сент-Джон.
Винсент является одним из самых одарённых шред гитаристов, музыкант всегда делал акцент на умопомрачительную скорость, но не в ущерб мелодике композиций. В своей игре использовал множество приёмов, среди них тэпинг, свип, пикколо. Практически всё сыгранное музыкантом соло было с применением тремоло рычага.

## Биография

### До Kiss
Винсент Джон Кузано родился 6 августа 1952 года в городе Бриджпорт, штат Коннектикут, США. Немногим позже его родители, которые были музыкантами, переехали в Нью-Йорк. Его отец был гитаристом, а мать — певицей, оба любили музыку в стиле кантри. В своём сыне родители заметили талант и отдали его в музыкальную школу. Там Винни учился классической музыке и джазу, однако, со временем, всё больше увлёкся рок-музыкой. Вскоре он научился играть на гитаре и в 1965 году с товарищами организовал свою первую школьную рок-группу — «The Younger Generation», — в составе которой был до 1967 года. С 1970 года играл в составе группы «Hunter», в 1975-м Винни под псевдонимом Winnie LeCoux в дуэте с Дэвидом Волффом (Kid Cashmir) записали 7 дюймовый сингл «Happy Dirthday U.S.A.», который выпустила Phantom Records (17 февраля 1976) это был первый профессиональный прорыв Винни. В том же 1976 году он участвовал в записи альбомов групп в стиле соул Black Satin на одноимённом альбоме Винни играл на 4 дорожках: Tears, Tears, Tears; Let My Fingers Do The Walkin'; We’re A Star и In The Still Of The Night и «The Hitchhikers» так же в качестве сессионного гитариста. Свою первую серьёзную рок-группу, которая выпустила пластинку, он собрал в 1977 году под названием «Treasure». После этого, по некоторым причинам Винни оставил «Treasure», и подрабатывал в качестве студийного гитариста и композитора. В 1978 году работал студийным гитаристом с Лорой Ниро над альбомом «Nested Nested», 1978—1979-х годах участвовал в записи альбома «Instant Replay» в группе Dan Hartman. В 1982 году Джин Симмонс отрекомендовал Винни Кузано участникам группы «New England», из которой незадолго до этого ушёл гитарист и вокалист Джон Фэннон. Так появился «Warrior», но и здесь он долго не задержался, присоединившись в декабре 1982 года к Kiss. В то время Kiss имели проблемы с Эйсом Фрейли, и задействовали в работе над альбомом «Creatures of the Night» талантливого и подающего большие надежды молодого гитариста Винсента Кузано.

### KISS
В 1982 году Кузано совместно с Kiss написал 3 песни  для альбома Creatures of the Night и отыграл почти все партии соло-гитары на этом диске. После этого он принял предложение отправиться в турне с Kiss и стать постоянным членом группы. Джин Симмонс  дал ему сценический псевдоним — Винни Винсент (Vinnie Vincent) — а Пол Стэнли, с лёгкой руки, обрисовал его сценический имидж - Волшебник (The Wizard). Полгода он выступал с Kiss в рамках тура Creatures of The Night Tour, который был приурочен к 10-летию группы. Затем принимал участие в написании песен и записи альбома Lick It Up 1983 года.
Будучи в ореоле славы и в роли суперзвезды, Винни Винсент, сделав себе имя в Kiss, в апреле 1984 года покинул группу из-за финансовых и личных разногласий между ним, Стэнли и Симмонсом.

### После KISS
Сделав себе имя, в 1985 году Винни организовал свой собственный проект, группу «Vinnie Vincent Invasion», выпустив два альбома, «Vinnie Vincent Invasion» (2 августа 1986) и «All Systems Go» (17 мая 1988). Обе пластинки были выпущены на лейбле Chrysalis Records и стилистически представляли собой глэм метал в скупе с грамотно продуманной, виртуозной гитарной игрой. Также музыкант выпустил обучающее видео Metal Tech, которое ориентировалось из разряда 'для продвинутых'. Последним релизом Винни следует считать EP Euphoria 1996 года, однако из багажа музыканта всплывали многочисленные демо, сборники и фанатские бутлеги. До начала 2018 года Винни, уйдя со сцены, вёл тихую замкнутую жизнь,но, при этом, не расставаясь с надеждой выпустить новый альбом, наслаждаясь старыми воспоминаниями и купаясь в остатках славы, которую принесли ему дни, проведённые в Kiss.
В январе 2018 года Винни Винсент появился на Atlanta KISS Expo 2018 и дал интервью после 20-летнего молчания, в котором рассказал о сотрудничестве с Kiss и причинах ухода из группы. В мае того же года Винсент занимается встречами с поклонниками и планирует новый гастрольный тур.
Первый концерт Винни Винсента за последние 30 лет был запланирован на 7 декабря 2018 года в Грейсленде, в Мемфисе, штат Теннесси. Однако эти концерты были отложены до 8-9 февраля 2019 года в Нэшвилле, а затем отменены.
Затем Винсент анонсировал ещё одно шоу в Нэшвилле под названием "Speedball Jamm", которое было запланировано на 7 июня 2019 года. Однако оно было тоже отменено.
Два месяца спустя Винсент устроил вечеринку в честь дня рождения Винни Винсента 10 августа в Нэшвилле, штат Теннесси, за которой последовало Весёлое металлическое Рождество Винни Винсента 14-15 декабря 2019 года.
22 мая 2022 года Винни впервые выступил вживую вместе со своими коллегами-гитаристами из Kiss Эйсом Фрейли и Брюсом Куликом, исполнив сет all Kiss из 4 песен на фестивале Creatures Fest в Нашвилле

## Личная жизнь
Первым браком Винсент был женат на Энн Мэри Питерс, у них есть дочери-близнецы. Энн Мэри была убита в 1998 году, после развода с Винсентом.
В 1996 году Винсент женился повторно — на Диане Керо - одной из бывших подружек Эйса Фрейли, с которой он познакомился на конференции Kiss в Чикаго. Они жили в городке Смерне (штат Теннесси) до её смерти 13 января 2014 года. Диана скончалась от осложнений, вызванных алкоголизмом.